# الویرای کاستیا
الویرای کاستیل (انگلیسی: Elvira of Castile, Queen of Sicily; ح. 1100 – ۶ فوریه ۱۱۳۵) از اعضای خاندان خیمنز و ملکه سیسیلی بود.